# Jordan Sigismeau

a Compétitions nationales et continentales officielles uniquement.

b Matchs officiels uniquement.
Jordan Sigismeau, né le 22 décembre 1992, est un joueur de rugby à XIII français originaire de la Réunion, évoluant au poste d'ailier.

## Biographie
Formé au rugby à XV dans les rangs espoirs de l'USA Perpignan, Jordan Sigismeau décide ensuite de changer de code de rugby et de rejoindre le rugby à XIII, tout d'abord avec Saint-Estève XIII Catalan, puis les Dragons Catalans. En 2015, il passe quelque ssemaines en prêt avec le club anglais de Whitehaven en League 1. En 2017, il rejoint l'Carcassonne, puis joue de 2017 à 2019 avec les Palau Broncos.

## Palmarès
- Vainqueur de la Coupe de France : 2016 (Saint-Estève XIII Catalan) et 2017 (Carcassonne).